# Božanska pravica kraljev
Ta članek govori o zahodni tradiciji. Glede tradicije Sinosferja glej Nebeški mandat. Za različne vladarje, ki trdijo o božanskem razmerju, glej božjega cesarja (razhajanje).
Božanska pravica kraljev, Božja pravica ali Božji mandat je politična in verska doktrina kraljeve in politične legitimnosti. Izhaja iz posebnega metafizičnega okvirja, v katerem je kralj (kraljica) pred rojstvom vnaprej izbran za dediča. S predhodnim izborom kraljeve telesne manifestacije upravljano prebivalstvo aktivno (raje kot zgolj pasivno) preda metafizično izbiro kraljeve duše, ki bo naselila telo in bo zato vladala njim (Bogom). Na ta način "božanska pravica" izvira kot metafizično dejanje ponižnosti ali podrejenosti Bogu. Posledično zatrjuje, da monarh (npr. kralj) ni podvržen nobeni zemeljski oblasti, ki izhaja iz pravice do vladanja neposredno od božanske oblasti, kot je monoteistična božja volja. Monarh torej ni predmet volje svojih ljudi, aristokracije ali katerega koli drugega posestva na tem področju. To pomeni, da lahko samo božanska avtoriteta sodi o nepravičnem monarhu in da vsak poskus odvzema, detroniziranja ali omejevanja njihovih pristojnosti nasprotuje Božji volji in lahko pomeni bogoslužno dejanje. Pogosto je izražen z besedno zvezo "po milosti božji", pripeto k naslovom vladajočega monarha, čeprav ta pravica ne daje monarhu enako kot sveti kralj. Božanska pravica je bila ključni element za legitimizacijo številnih absolutnih monarhij.